# Victoria Eleison
Victoria Eleison est un groupe de musique congolais dirigé et fondé par King Kester Emeneya. Il naît le 24 décembre 1982 après la scission avec Viva la Musica de Papa Wemba.

## Composition du groupe

### Musiciens
- Sacre Kimana (Chanteur) Depuis 2003

- Mopala (Chanteur) Depuis 2006

- Moussa Keba (Chanteur) Depuis 2010

- Tofolo (Chanteur) Depuis 2010

- Sephora (Chanteuse) Depuis 2012

- Mulo Scanto (Chanteur/Animateur) Depuis 2001

- Arc En Ciel (Animateur) Depuis 2001,2008

- Papy Baroza (Animateur) Depuis 2001

- Toiture (Animateur) Depuis 2005

- Auguy Lutula (Guitares Mi-Solo,Solo) Depuis 1984

- Djo Mampia (Guitares Solo,Mi-Solo) Depuis 2009, également chef d'orchestre à Kinshasa

- Mpuku Mechant Kusangila (Guitares Rythmique) Depuis 2006

- Yves Tshum Tshum (Basse) Depuis 1997

- Didiero Mutambay (Basse) Depuis 2001

- Yannick Zenith (Batteur) Depuis 2001
- Mamale (Batteur) Depuis 1997, également chef de répétition)

- Africa Mbonda (Percussionniste) depuis 2004

- Passy Ngiangi (Synthétiseur) Depuis 1997

### Anciens musiciens
- Debaba Mbaki (Chanteur) 1982-1983 "Décédé"

- Petit Prince Bengali (Chanteur) 1982-1985

- Bipoli Na Fulu (Chanteur) 1982-1983 "Décédé"

- Joly Mubiala (Chanteur) 1982-1988

- José Cartouche (Chanteur) 1982-1997

- Malembe Chant (Chanteur) 1982-1997

- Makolin Le Géant (Chanteur) 1983-1987

- Mabusele (Chanteur) 1985-1997

- Koffi Alibaba (Chanteur) 1985-1985

- Washifa (Chanteur) 1985-1997

- Wally Ngonda (Chanteur) 1985-1985 "Décédé"

- Jerry Lungoyo (Chanteur) 1985-1991

- Zobena X-Or (Chanteur) 1988-1989

- Roi Babel (Chanteur) 1989-1991

- Zoé Bella (Chanteur) 1997-2001 Retour 2003-2006

- Anthony Sampayo (Chanteur) 1997-2001

- Sweet Elesse (Chanteur) 1997-2001 Retour 2003-2006

- Rocky Azzaro (Chanteur) 1997-2003

- Denilson Lutula (Chanteur) 1997-2002

- Spino Ladjatence (Chanteur) 1997-1999 Retour 2002-2003

- Dikando Bols (Chanteur) 1997-2001

- Guejo Star (Chanteur) 1997-2003

- Sankara Wewa (chanteur) 1997-2001 “ Décédé ”

- Papy Kalombo (Chanteur) 1997-1998

- Fatou La Gazelle (Chanteuse) 1997-2000

- Abel De Charme (Chanteur) 1998-2001

- Fila Basele (Chanteur) 2001-2003

- Paparazzi Thoto (Chanteur) 2001-2002

- Pompon Miyaké (Chanteur) 2000-2004

- Eder Uomo (Chanteur/Danseurs) 2001-2003

- Cedar Ankura (Chanteur) 2000-2004

- Étoile Chante (Chanteur) 2001-2002

- Tony Ambrosio (Chanteur) 2003-2007, Retour de 2008-2009

- Bobby Ronaldinho (Chanteur) 2003-2017

- Patou Ziana (Chanteur/Porte-Parole) 2005-2014

- Julio Nzau (Chanteur) 2005-2012

(Animateur)
- Mangbau Maître Paille (Animateur) 1988-1989

- Eric Masudi (Animateur) 1997-2001 Retour 2003-2004

- Guy Moller (Animateur) 1997-2001

- Ngonda Son (Animateur) 1999-2000 Retour 2005-2012

(Guitaristes)
- Nseka Huit Kilos (Guitares) 1982-1984, Retour 1984-1986

- Santana Mongo Ley (Guitares) 1982-1991

- Bongo Wende (Guitares) 1984-1987

- Auguy Lutula (Guitares) 1984-2003

- Safro Manzangi (Guitares) 1982-1984, Retour 1985-1991

- Tofolo Tofla Kitoko  (Guitares) 1982-1984, Retour 1984-1988 "Décédé"

- Stone (Guitares) 1984-1984

- Akwesa Kumbaro (Guitares) 1985-1991 "Décédé"

- Zozo Malaba (Guitares) 1997-2009 "Décédé"

- Ade Lokela (Guitariste) 1997-2009

- Gianni Mangoma (Guitariste) 2001-2008

(Bassistes)
- Pinos Tembo (Basse) 1982-1991

- Fellyko Mbuji Mayi (Basse) 1989-1997

- Mbuta Bass Boys London (Basse) 1997-2000

(Batterie)
- Patcho Star (Batterie) 1982-1984, Retour 1984-1988

- Djudjuchet Luvengoka (Batterie) 1983-1988

- Otis Koyongonda (Batterie) 1985-1988 "Décédé"

- Maneno Molenga (Batterie) 1988-1992

- Adricha Tipo-Tipo (Batterie) 1988-1991, Retour 1997-1998

- Maradona Lontomba (Batterie) 1993-1994

- Signora Depatra Uomo (Batterie) 1997-2003

- Coco Tchomba (Batterie) 1997-2000

- Ladins Montana (Batterie) 1986-1991

(Congas)
- Ekoko Mbonda (Congas) 1982-1984

- Yende Mbonda (Congas) 1984-1986

- Dany Takenzo (Congas) 1988-2003

- Baby Mbonda (Congas) 1997-2000

- Noel Milandu (Congas) 1997-2002

### Anciens danseurs et danseuses
- Jolly Mama (danseur) 1997-2003
- Dollars (danseur) 1997-2003
- Tempelo (danseur) 1999-2001
- Pathy Libondase (chorégraphe danseur) 1999-2003
- Fomba (danseur) 1999-2003
- Jolie Mine D'or (danseuse) 1997-1998
- Nadine Zidane (danseuse)  1997-2003
- Mado Princesse (danseuse) 1997-1998
- Chocolat de Londres (danseuse)  1997-1998
- Durabolin (danseuse) 1997-1998
- Neneh Mabaya (danseuse) 2000-2002
- Douce Male (danseuse) 2000-2002 retour 2004-2007
- Mandeni (danseuse) 2000-2002
- Solange Kufuanga (danseuse) 2000-2002
- Bibiche Boty (danseuse) 2000-2002
- Magalie Magastar (danseuse) 2000-2001 retour 2003-2007
- Judith (danseuse) 2000-2003

Stéphanie Nguya (danseuse) 2006-2008

## Discographie
- 1983 : Okosi Ngai Mfumu
- 1984 : Sango Mabala Commission
- 1984 : Explosion
- 1985 : Kimpiatu
- 1986 : Wabelo
- 1986 : Manhattan
- 1987 : Kwasa Kwasa
- 1990 : Mokosa
- 1991 : L'Élégance
- 1992 : Polo Kina
- 1993 : Live in Japan
- 1995 : Pas de Contact
- 1998 : Mboka Mboka
- 1999 : Never Again Plus Jamais
- 2002 : Rendre à César… ce qui est à César
  - Live à l’Olympia de Paris
  - Nouvel ordre
- 2005 : Skol

## DVD & VHS
- Mboka Mboka
- Mutu ya Zamani
- Longue Histoire clips vidéo
- Live au Zénith de Paris (Volume 1 & 2)
- Live à l’Olympia de Paris
- L'esprit Libre (clips)
- Clips Longue Histoire
- The Best of King Kester Emeneya (1-2) (clips)
- Le Jour Le Plus Long
- Emeneya King Kester Hommage 1956-2014